# Bradenton
Bradenton, město s populací zhruba 54 000 obyvatel leží na západním břehu floridského poloostrova a východním pobřeží Mexického zálivu. Bradenton je rovněž hlavním sídlem Manatee County.

## Historie
Bradenton byl založen v roce 1539 španělským průzkumníkem Hernandem de Sotem, je pojmenováno po Dr. Josephu Bradenovi, který během indiánských útoků nabídl obyvatelům města azyl ve svém domě.

## Geografie
Bradenton leží na americké dálnici číslo 41, vedoucí z Michiganu do Miami mezi Tampou a Sarasotou. Na západě omývá břehy Bradentonu Mexický záliv.

## Demografie
Ve sčítání lidu roku 2000 zde žilo 49 504 lidí, 21 379 vlastníků domů a 12 720 rodin.

## Ekonomie
V Bradentonu sídlí firma Tropicana Products, jeden z největších světových výrobců a prodejců pomerančového džusu. V roce 1947 tuto firmu založil italský imigrant Anthony Talamo Rossi. V roce 2004 zde pracovalo okolo 8 000 zaměstnanců.

## Vzdělávání
Nedaleko Bradentonu sídlí pobočka Lake Erie College of Osteopathic Medicine (LECOM). V nedaleké Tampě je University of South Florida, na niž míří mnoho studentů z okolí Bradentonu. 
Přímo v Bradentonu je známá tenisová akademie, kterou krátce po roce 1980 založil Nick Bollettieri (1931-2022). Tato tenisová škola (Nick Bollettieri Tennis Academy) vychovala mnoho známých hráčů a hráček.
V Bradentonu se nachází také IMG Soccer Academy, fotbalová akademie. Touto akademií si prošlo několik významných amerických fotbalistů.

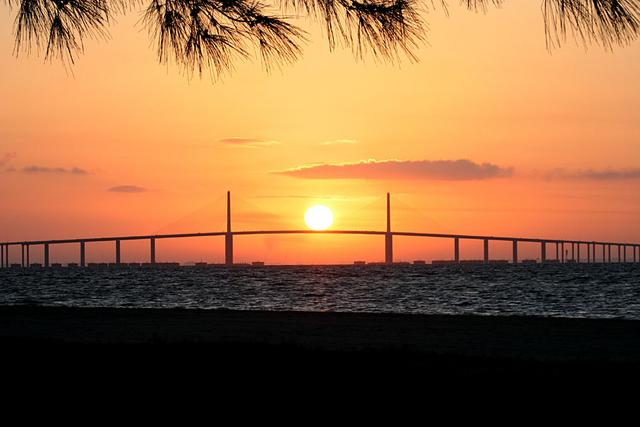
9 kilometrů dlouhý a 76 m vysoký Sunshine Skyway Bridge vedoucí z Bradentonu do St.Petersburgu

## Doprava
Poblíž Bradentonu leží letiště Sarasota - Bradenton International Airport. Bradenton je propojený se St. Petersburgem přes Sunshine Skyway Bridge, vysoký 76 m a dlouhý téměř 9 km.

## Slavní rezidenti
V Bradentonu žilo či žije mnoho vynikajících tenistů, např. Max Mirnyj, Tommy Haas, Jelena Jankovićová, Mary Pierceová, Nicole Vaidišová, Maria Šarapovová, Martina Hingisová, Tamaryn Hendlerová, Andre Agassi, Jim Courier, Marcelo Rios, Monika Selešová, Martin Damm. Důvodem je zdejší sídlo nejslavnější tenisové akademie na světě Nicka Bollettieriho, který je vyhledávačem talentů.
Svou rezidenci zde mají také špičkoví fotbalisté, mj. Landon Donovan, DaMarcus Beasley a Jozy Altidore.